# هرب ادلمن
هرب ادلمن (انگلیسی: Herb Edelman؛ ۵ نوامبر ۱۹۳۳ – ۲۱ ژوئیهٔ ۱۹۹۶) یک هنرپیشه اهل ایالات متحده آمریکا بود.
او در فیلم صفحه اول بازی کرده است.